# Uyezd de Lankaran
El uyezd de Lankaran, originalmente llamado uyezd de Talyshinsky, (en ruso: Ленкоранский уезд, en azerí: Lənkəran qəzası) fue una unidad administrativa dentro de la gobernación de Bakú, durante la República Democrática de Azerbaiyán y la República Socialista Soviética de Azerbaiyán hasta 1929. Limitaba al este con el mar Caspio, al norte con el Uyezd de Javad y al oeste y sur con Persia. Su centro administrativo era Lankaran.

## Historia
El uyezd de Talyshinsky fue creado el 10 de abril de 1840 sobre la base del kanato de Talysh. Fue parte de la región del Óblast caspiano desde 1841, hasta que fue incluido en la gobernación de Şamaxı (que pasó a llamarse Gobernación de Bakú después de que su capital se trasladara a Bakú) en 1846.
El 10 de abril de 1840, se abolió la "Junta Provisional de Talysh". En el mismo período, se formó la región del Caspio en el territorio de Transcaucasia, que constaba de 7 uyezds, uno de los cuales era el distrito de Talyshinsky. En 1846, sobre la base del "Reglamento sobre la división del territorio transcaucásico" del 14 de diciembre de 1845, el distrito de Talyshinsky pasó a llamarse Lenkoransky y a formar parte de la reciente provincia de Shemakha (desde 1859 - Bakú) del Imperio ruso.
En 1918, tras el colapso del Imperio Ruso, Azerbaiyán obtuvo una breve independencia. La comuna bolchevique de Bakú tenía el control de la capital en ese momento, y estaban tratando de extender su control sobre otros lugares de Azerbaiyán, como el uyezd de Lankaran. Esto llevó a la creación de la República Soviética de Mugán en los territorios del uyezd, el 25 de abril de 1919, pero la república solo duró 3 meses hasta el 27 de julio de 1919. El uyezd de Lankaran posteriormente se integró a la República Democrática de Azerbaiyán.
En 1920, después de la invasión de Azerbaiyán por el Ejército Rojo, Lankaran cayó bajo el dominio soviético y se mantuvo como unidad administrativa hasta 1929.

## Población
Según el "Código de datos estadísticos sobre la población de la región de Transcaucasia" de 1886, la población del distrito de Lenkoran era de 109.340 personas, de las cuales 50.510 eran talyshis (46,2%), 50.887 eran tártaros (azerbaiyanos) (46,5%), 7.634 eran rusos (6,9%), 273 armenios (0,2%) y 36 judíos (0,03%).
Según el censo de 1897, había 130.987 personas residiendo en el uyezd, de las cuales 8.733 estaban en la ciudad de Lankaran. El censo registró 84.725 hablantes nativos de azerbaiyano (señalado en el censo como "tártaro") como lengua materna y 34.991 talyshis.
La reducción significativa de la participación de la población talyshi en comparación con los datos de 1886 no puede explicarse por procesos demográficos naturales y es consecuencia del registro de talyshis de habla iraní como azerbaiyanos (“tártaros caucásicos”). Está claro que una parte significativa de los talyshis, según su idioma, son clasificados entre los tártaros caucásicos.
La población en el uyezd aumentó a 208.479 personas según registros de 1926.

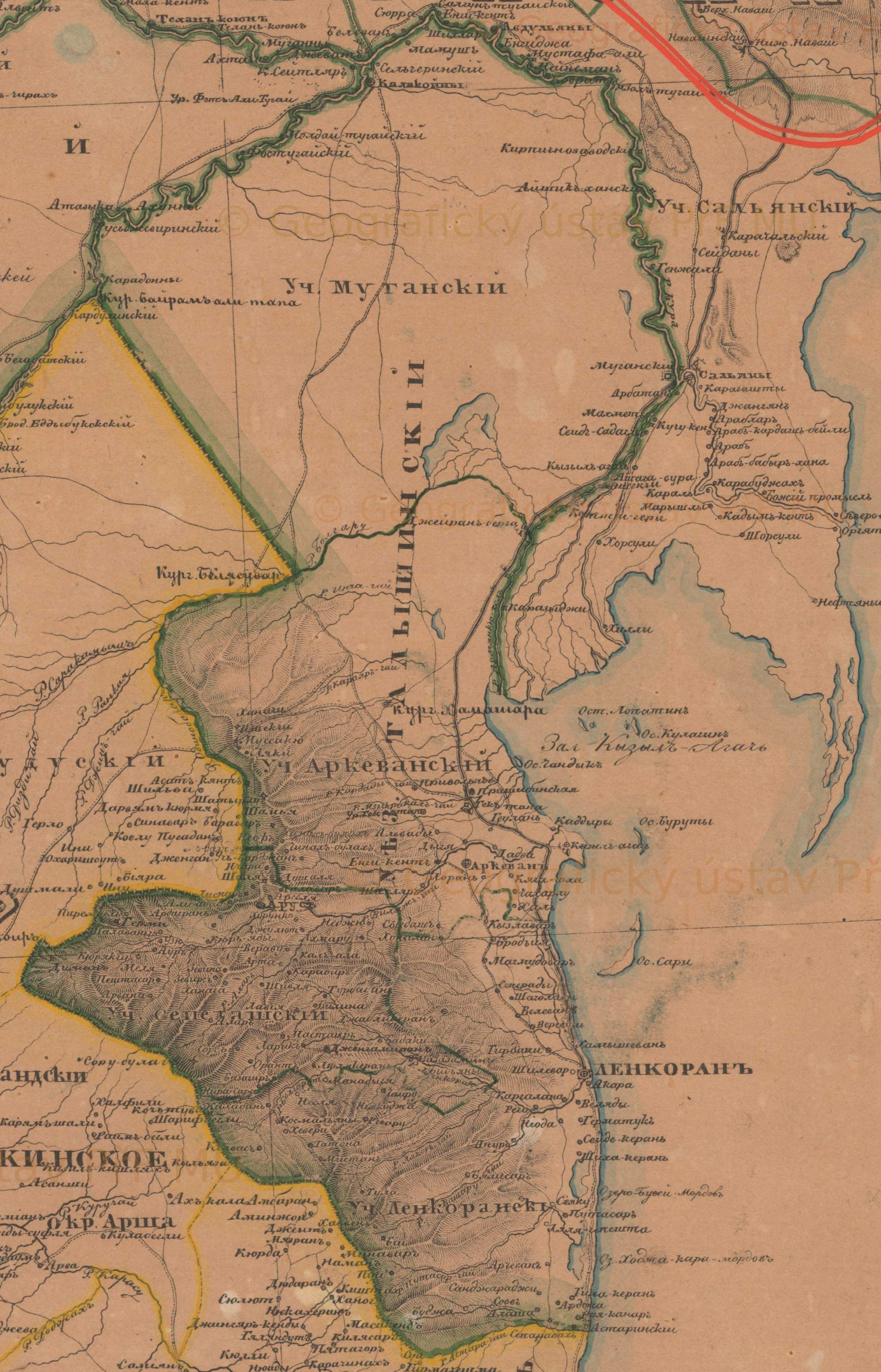
El uyezd en el mapa de la región del Cáucaso en 1842